# Pseudoeriopsylla carvalhoi
Pseudoeriopsylla carvalhoi är en insektsart som beskrevs av Jennifer L. Hollis och Broomfield 1989. Pseudoeriopsylla carvalhoi ingår i släktet Pseudoeriopsylla och familjen Homotomidae. Inga underarter finns listade i Catalogue of Life.